# 菽麻
菽麻（學名︰ L.、英文名︰）別名︰印度麻、太陽麻、赫麻、大金不換、自消容、蘭鈴豆，為豆科蝶形花亞科豬屎豆屬的常見綠肥植物。

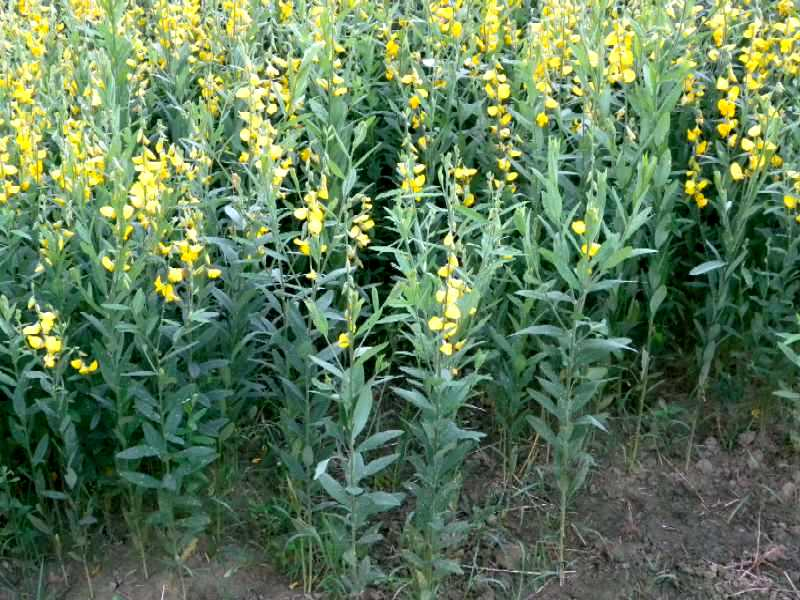
太陽麻

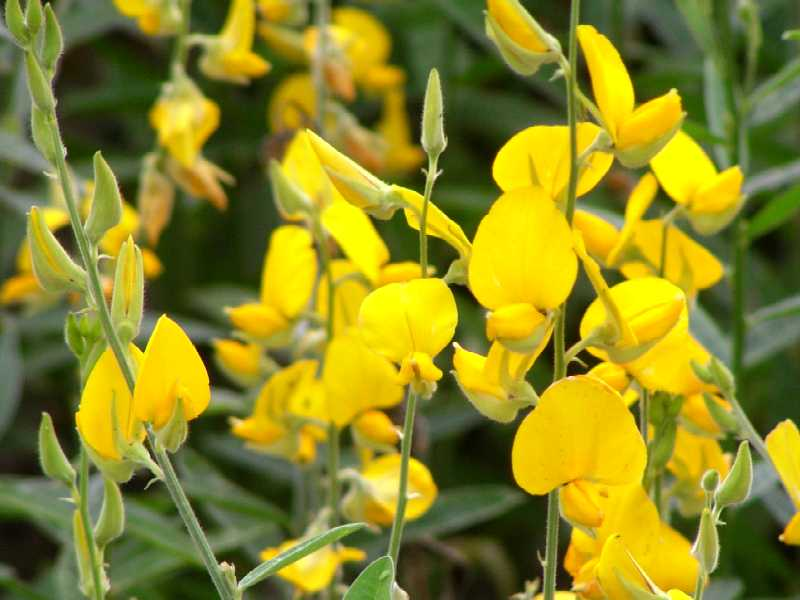
太陽麻的花

## 形態特徵
- 莖：一年生草本，莖直立，具小溝紋，高度可達2.5公尺。
- 葉：單葉互生，托葉狹披針形。葉片長圓狀披針形或長圓形先端具短尖頭，基部圓楔形，兩面密生棕色絹狀短柔毛。
- 花：蝶形花冠、金黃色、帶香味，頂生或腋生，總狀花序。
- 果實：莢果圓柱形，長3─4公分，密生絹狀短柔毛。

## 原產地
原產於印度，台灣於1930年代引進作綠肥用。

## 用途
- 作為綠肥植物
- 纖維原料作物
- 庭園園藝觀賞用
- 藥用植物